# (24732) Leonardcohen
(24732) Leonardcohen est un astéroïde de la ceinture principale.

## Description
(24732) Leonardcohen est un astéroïde de la ceinture principale. Il fut découvert le 2 février 1992 à La Silla par Eric Walter Elst. Il présente une orbite caractérisée par un demi-grand axe de 2,61 UA, une excentricité de 0,11 et une inclinaison de 11,5° par rapport à l'écliptique.